# Seute Deern II

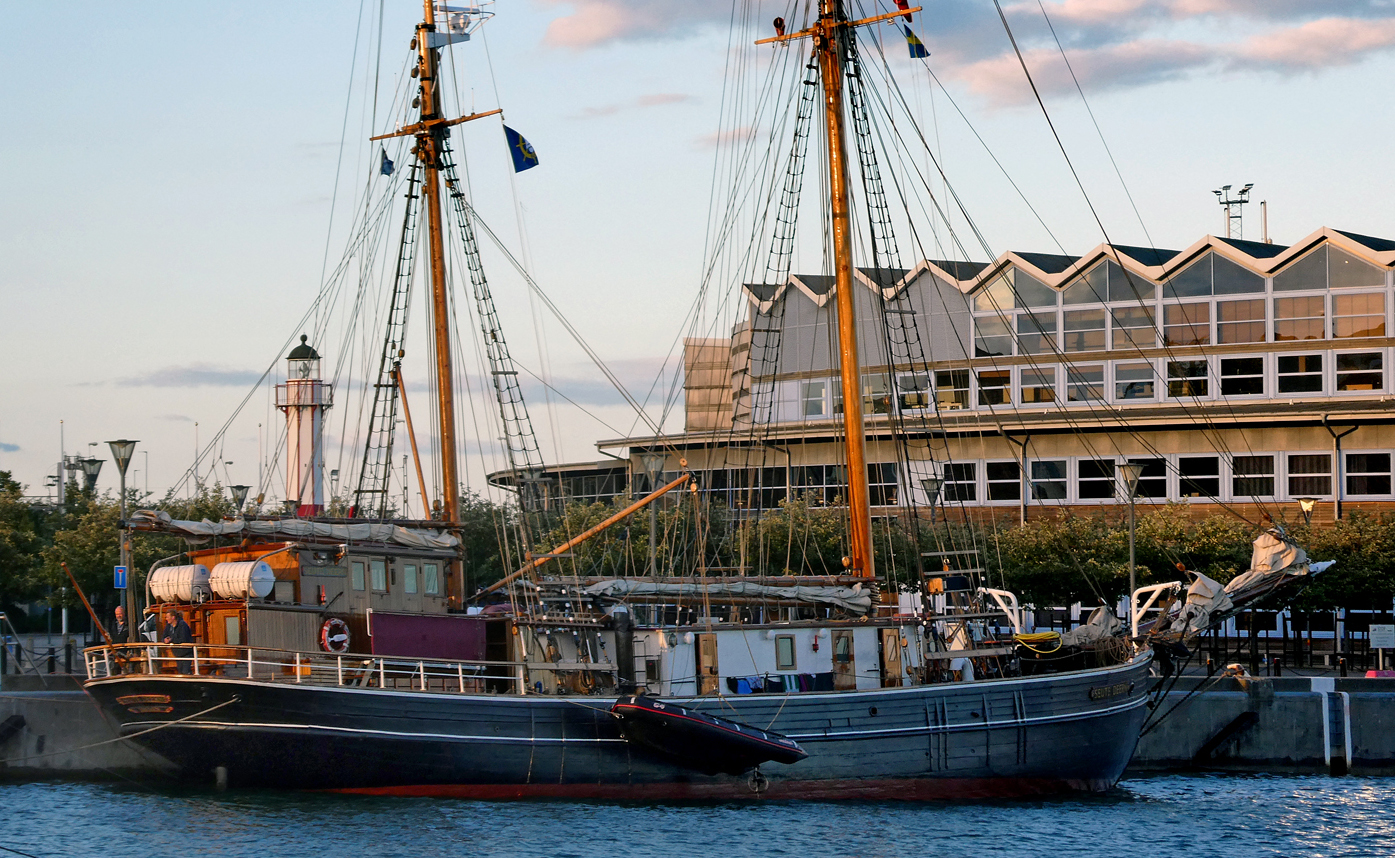
SS Seute Deern dans le port d' Ystad 24 juillet 2020.

Le Seute Deern II est un ketch allemand, à coque bois, navire-école de l'association Clipper Deutsches Jugendwerk zur See (Clipper DJS (de)).

## Histoire

### 1939-1963: sous pavillon danois
Ce ketch a été construit au chantier naval J. Ring Andersen à Svendborg au Danemark en 1939 pour le capitaine Karl M. Lorenzen. Celui-ci, ayant navigué plus de 5 ans proche des côtes de l'Alaska, influença fortement sa conception. Après la Seconde Guerre mondiale, plusieurs sister-ships, dont le Bel Espoir seront construits sur ce chantier.
Il fut lancé sous pavillon danois avec le nom de Havet. Son voyage inaugural fut un transport de charbon de Lübeck au Danemark. Durant 16 ans il servit essentiellement au cabotage côtier sur la mer Baltique.
En 1956, le navire a été acquis par la compagnie maritime danoise  J. Lauritzen de Copenhague et fut rebaptisé Noona Dan. Après quelques transformations, il devient un navire-école pour la marine danoise basé à Svendborg. Ses voyages l'ont une fois conduit dans les eaux du Groenland, en hiver.
En 1960, il emmène une expédition danoise de scientifiques dans le Pacifique Sud. Le bateau avait reçu les modifications nécessaires aux scientifiques : différents laboratoires et une chambre noire, une plus grande réserve de carburant et d'eau, ainsi que des instruments modernes de navigation (radio goniométrie, sondeur et radiotéléphone).
L'itinéraire du Noona Dan mène les scientifiques d'abord aux îles Canaries, aux îles Fidji en passant par le canal de Panama, puis en Nouvelle-Guinée et aux Philippines. Durant plus d'un an les scientifiques collectent des informations dans les secteurs de la zoologie, de la géographie, de la botanique, de l'ethnologie et de l'anthropologie. Le retour vers l'Europe se fait par le cap de Bonne-Espérance.

En 1962, l'arrêt d'exploitation de ce navire est décidé et le Noona Dan reste au port de Svendborg jusqu'en avril 1963.

### Depuis 1963: sous pavillon allemand
Pour la formation des marins de la marine marchande, l'Allemagne avait racheté en 1950, le Pamir et le Passat, anciens voiliers de la Flying P-Liner, compagnie de transport maritime allemande F. Laeisz.
Mais devenus trop coûteux, ils seront désarmés dès 1957.
En 1963, la marine marchande achète le Noona Dan pour sa grande fiabilité et le transfère à Lübeck-Travemünde. En fin de cette même année, il subit des transformations au chantier Lürssen de Brême et récupère son aspect actuel. Une nouvelle quille en acier de 16 tonnes lui offre une meilleure stabilité et le renfort des cloisons étanches une meilleure sécurité.
À la sortie du chantier naval il rejoint son nouveau port d'attache Oldenbourg et il est de nouveau rebaptisé Seute Deern II. Il servira de navire-école jusqu'en 1970, date à laquelle une réforme n'oblige plus les futurs officiers de la marine marchande à avoir une formation à la voile.
En 1971, le groupe Günther Ohlf veut le remettre en navigation. Mais cette initiative échoue dès sa première sortie ; le Seute Deern II perd son mât de beaupré.
En 1972, à l'initiative d'anciens cadets de la marine marchande, le Seute Deern II est engagé dans la Tall Ships' Races de Cowes - île de Wight, de Malmö en Suède. Puis il participe à un rassemblement de vieux gréements dans le port de Kiel à l'occasion des Jeux olympiques. Devant l'engouement  d'une telle manifestation, se crée, en janvier 1973, l'association Clipper DJS.
Le Seute Dern II est donné à cette association qui possède désormais d'autres navires : l’Amphitrite, l’Albatros, le Johan Smidt et le Wyvern von Bremen. Ce dernier en vendu en 2009 et passe sous pavillon norvégien.
En tant que navire-école il propose des stages de formation aux jeunes en mer Baltique et mer du Nord. En hiver, il se rend parfois dans les îles Canaries.
Le Seute Deern II participe aussi à certaines manifestations de la Tall Ships' Races.